# Daffodil Year-Book. (Royal Horticultural Society)
Daffodil Year-Book. (Royal Horticultural Society) (abreviado Daffodil Year-Book) fue una revista con ilustraciones y descripciones botánicas que fue editada en Londres por la Royal Horticultural Society desde el año 1913 hasta 1941. Fue reemplazada por Daffodil and Tulip Year Book.